# BTL reklama
Marketingovými profesionály všeobecně používaná zkratka BTL reklama pochází z anglického odborného termínu below the line advertising. V češtině se často název překládá jako podlinková reklama. I přes existující český název je však mezi odborníky na marketing a na reklamu zaužívaná zkratka BTL.
Kromě BTL reklamy existuje také ATL reklama, což je opět termín převzatý z angličtiny a používaný po celém světě. ATL znamená above the line advertising, v češtině nadlinková reklama, nadlinka, nebo také mediální reklama. Moderním pojmem je integrovaná komunikace, neboli reklama skrze linku (through the line), některými reklamními agenturami také nazývaná jako reklama 360 stupňů.
V krátkosti lze říci, že ATL reklama využívá pro svá reklamní sdělení média (TV, internet, OOH, rádio, tisk, kino), zatímco BTL reklama je nemediální. BTL reklama je často více cílená na konkrétního zákazníka, je více zaměřená na prodej (hard-sell) a její výsledky jsou mnohem lépe měřitelné než je tomu u ATL. Za nejefektivnější je všeobecně považována integrovaná komunikace, nebo chcete-li reklama skrze linku.
Příklad integrované komunikace:
Zákazník vidí v televizi reklamní spot upozorňující ho na nový model automobilu a po cestě do práce slyší v autě rádiový spot, při brouzdání po internetových serverech je zákazník zasažen na své facebooku či internetových serverech stejným reklamním sdělením. Po příchodu z práce jej čeká ve schránce direct mailová zásilka s brožurou detailně jej informující o benefitech nového automobilu. Telefonní operátorka mu následující den zavolá a pozve jej na zkušební jízdu s možností srovnat propagovaný automobil s vozy stejné cenové kategorie. Na místě je zákazníkovi nabídnut balíček na míru jeho potřeb a odměna při zakoupení vozu nebo doporučení dalšího spotřebitele. Tomu všemu samozřejmě předchází důkladná analýza cílové skupiny a komunikace je zacílena na potenciální kupce nového vozu. V integrované komunikaci se reklamní zpráva prolíná různými médii, informace a nabídka se různě doplňuj v závislosti na interakci zákazníka a reklama nabádá zákazníka ke koupi.

## ATL
ATL je druh reklamy, který probíhá skrze média jako jsou:
- Televize (nejčastějším formátem je 30 sec. televizní spot, dále pak sponzoring nebo product placement)
- Kino (spot před filmem)
- Rádio (30 sec. rádiový spot nebo speciální operace)
- Tisk (tiskový inzerát nebo PR podpora)
- OOH (z anglického “out-of-home”, tedy zejména billboardy, bigboardy, citylighty, rámečky v metru apod.)
- Internet (veškeré placená internetová reklama = bannery, PPC, promované posty na sociálních sítích)

Tyto druhy reklamy jsou označovány jako konvenční. Liší se od BTL reklamy, kterou lze mnohem lépe cílit a vyhodnocovat. BTL reklama je nejvíce efektivní, když cílová skupina není příliš velká a je jasně definovatelná.

## Linka
Termíny ATL a BTL jsou marketingovými profesionály po celém světě hojně užívány. Málokdo však ví, kde se vzaly a co doopravdy znamenají. Historie pojmů ATL a BTL pochází z let 1950-1960 a je spojena s jedním z největších reklamních klientů na světě, firmou Procter & Gamble. Tato firma odměňovala své reklamní agentury procentuální provizí z objemu nakoupeného mediálního prostoru (televize, kino, rádio, OOH, tisk). Pokud tedy reklamní agentura přišla s BTL reklamním konceptem, kde nebyly využívány média, provize pro agenturu byla nula.
Paradoxně příprava BTL reklamy je v reklamních agenturách tou nejnáročnější a při kalkulaci tzv. člověko-hodin je několikanásobně náročnější než ATL reklama. Účetní v reklamní agentuře tehdy rozdělili ve svých finančních analýzách projekty klienta na ty, kde agentura realizovala profit (jednalo se o ATL projekty) a na projekty, kde agentura realizovala ztrátu (BTL projekty). Od té doby reklamní agentury a jejich klienti změnili způsob odměňování za realizaci reklamních kampaní.
Odměna za ATL reklamu je obvykle dále vyplácena na základě procent z realizovaného mediálního objemu, i když to nemusí být pravidlem. Odměna za BTL reklamu je vyplácena na základě hodinových sazeb pracovníků agentury, nebo jiným způsobem lépe zachycujícím náročnost přípravy BTL reklamy.
Linka zmiňovaná v názvech ATL (above the line) a BTL (below the line) tedy znamená linku oddělující profit nebo ztrátu reklamní agentury na reklamní zakázce.

## BTL
Mezi BTL aktivity se řadí:
- Spotřebitelské soutěže (akce typu “kup a vyhraj”)
- Trade programy (motivace obchodních kanálů)
- In-store podpora (POS materiály, display reklama, druhotné umístění zboží na prodejní ploše)
- Tailor mady programy pro KA (soutěže probíhající pouze v jednom obchodním řetězci v danou dobu)
- Programy s hosteskami (ochutnávky)
- Eventy a roadshow (testovací jízdy, akce na náměstích, akce v místech výskytu cílové skupiny)
- Direct mail (personalizovaná informace nebo nabídka zaslaná přímo na kamennou adresu)
- Neadresný rozsev (vhazování letáků do poštovních schránek)
- Telemarketing (aktivní nebo pasivní)
- Věrnostní programy (loyalty programy)
- Internet (internetové stránky, aplikace, a vlastněné sociální kanály "owned media" jako jsou Youtube, Facebook, Google+, Instagram, Twitter a další jim podobné)
- Mobilní marketing

BTL reklama je mnohem více zaměřená na prodej, než je tomu u ATL reklamy. BTL reklama je cílená, obsahuje nějakou odměnu za nákup nebo možnost vyhrát cenu. Využívá méně tradiční reklamní metody, než klasická ATL reklama. BTL buduje tzv. “zákaznickou zkušenost”, tedy např. možnost si výrobek vyzkoušet, ochutnat, nebo se značkou něco pozitivního prožít. BTL reklama zahrnuje i prodavače, velkosklady, obchodní zástupce. Ty všechny se snaží motivovat a podporovat tak prodej výrobku. BTL reklama má stále větší význam, a to nejen u FMCG výrobků. Na BTL reklamu se brand manageři často spoléhají, pokud potřebují splnit konkrétní prodejní cíle, nebo pokud hospodaří s omezeným rozpočtem nedovolující jim vysoké mediální investice. BTL reklamní kampaně mají často krátkodobý nebo střednědobý charakter a plní konkrétní strategické cíle v celkové komunikaci značky. Výsledky BTL kampaní jsou dobře měřitelné. Měříme nárůst prodejů za dané období ve srovnání se stejným obdobím předchozího roku, nebo počet spotřebitelských responzí za dané období. Cílem BTL kampaní může být akvizice nových zákazníků, udržování stávající zákaznické báze, věrnost, změna zákaznického chování, seznámení s produktem, navýšení prodejů v promotion období apod.

## Integrovaná komunikace
V posledních 10–15 letech se agentury a klienti začali přiklánět k přístupu tzv. “integrované komunikace”, neboli komunikaci “skrze linku”. V integrované komunikaci jsou využívány jak ATL, tak BTL reklama s cílem maximalizovat návratnost investovaných reklamních peněz a maximalizovat účinek reklamních kampaní.

## Historie BTL reklamy v České republice
Česká BTL reklama se začala výrazněji rozvíjet v 90. letech s příchodem síťových reklamních agentur. Mezi její zakladatele patří jména jako Kristin LaRonca Parpel (USA), Jan Boleslavský (CZ) a Ian Kenneth Wood (CAN). BTL reklamu pro své klienty obvykle zajišťují velké, tzv. full-servisové reklamní agentury. Tyto agentury si pro realizaci BTL projektů vytvořily dceřiné agentury, kde pracují speciální týmy pro BTL reklamu. BTL reklamu také zajišťují menší specializované lokální agentury. Od roku 2004 se BTL agentury organizují v iBTL sekci při Asociaci komunikačních agentur.